# Związek Achajski

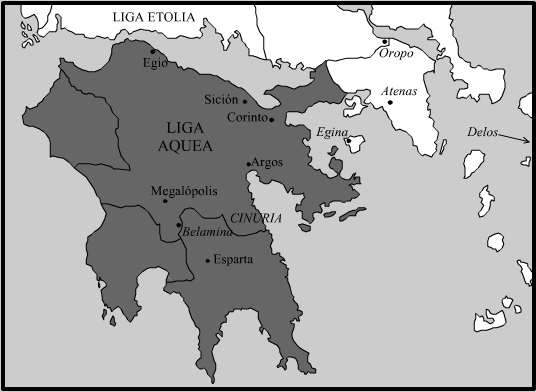
Związek Achajski w 150 r. p.n.e.

Związek Achajski – sojuszniczy związek państw (symmachia) greckich, powstały około 281 p.n.e. z inicjatywy czterech miast położonych w zachodniej części Achai: Dyme, Patraj, Tritai i Faraj.
W szczytowym okresie sojusz obejmował 10 miast; nie posiadał stałej stolicy, obrady zgromadzenia członków odbywały się przy sanktuarium Zeusa Amariosa koło Ajgion.

## Ustrój
Wszystkie miasta, podobnie jak wszyscy obywatele Związku, mieli równe prawa. Na czele tej symmachii stało dwóch przywódców, a od 256 p.n.e. tylko jeden, zwany strategiem. Wraz z dziesięcioma demiurgami wybieranymi corocznie, tworzyli radę (synedrion), która zajmowała się sprawami Związku i przewodniczyła na zgromadzeniach ogólnych, zwoływanych w kwestiach wojny i pokoju. Rozstrzyganie najważniejszych spraw politycznych należało do zgromadzenia synkletos, w sprawach mniejszej wagi zwracano się do zgromadzenia zwanego synodos (σύνοδος), które zbierało się kilka razy w roku.

## Dzieje
Znaczenie tego przymierza znacznie wzrosło po przystąpieniu do niego Sykionu. W jego ślady poszły Megalopolis, Korynt, Megara i inne miasta Arkadii. W 245 p.n.e. na czele Związku stanął Aratos z Sykionu i sojusz achajski przejściowo stał się największą potęgą polityczną Grecji. W latach 251–224 p.n.e. doprowadził do usunięcia kontroli Macedończyków na Peloponezie.
Przeciwko Związkowi podjęła wojnę rywalizująca z nim Sparta, a jej król Kleomenes III zadał wojskom sojuszu dotkliwe klęski. W zamian za przyjęcie garnizonu macedońskiego do twierdzy korynckiej Aratos uzyskał pomoc od króla Macedonii Antygonosa Dosona, ostatecznie w 222 p.n.e. pokonując Spartan pod Sellazją.
Podczas pierwszej wojny macedońskiej państwa związku stały po stronie Macedonii przeciwko Rzymianom, ale już w drugiej wojnie macedońskiej, w roku 198 p.n.e. sprzymierzyły się z Rzymem przeciwko Macedonii. Związek Achajski podejmował jeszcze próby powrotu do samodzielnej polityki, co spotkało się z rzymskimi sankcjami w roku 167 p.n.e. Dwadzieścia lat później (147 p.n.e.) sojusz rozpoczął wojnę z Rzymem w próbie uwolnienia się od zależności. W następnym roku został jednak pokonany i rozwiązany, a Achaja stała się prowincją rzymską.
Zdaniem większości badaczy ustrój Związku Achajskiego stanowił inspirację dla twórców konstytucji Stanów Zjednoczonych.